# ハッピーミックス
『ハッピーミックス』（Happy Mix）は、2008年4月5日から9月27日にかけて、日本テレビにて毎週土曜25：25 - 25：55にサタデーTVラボ枠内にて放送されていたドキュメントタッチバラエティ番組。

## 番組概要
都内に住む28歳のＯＬ・ユウキが運営するブログ「ハッピーミックス」に集う人々が、アイデアを出し合い、交じり合いながら“世の中を幸せにするミックス”を具現化していくドキュメンタリータッチのバラエティ番組。
番組の構成上、ユウキ（優木まおみ）を中心人物としているが、番組サイドは、各WEBサイト・ブログ・新聞・雑誌記事も含め、ユウキが優木まおみであることについて一切触れていない。初回放送で音楽プロデューサーの小林武史がメインで扱われており、スポーツ報知では、「人気音楽プロデューサーの小林武史氏が新番組『ハッピーミックス』でテレビ初レギュラーを務める」と紹介されている。また、ファッションモデルの田中美保、加藤夏希らが実名でレギュラー出演をしている。

## 出演者

### レギュラー
- 小林武史
- ユウキ（優木まおみ）
- 田中美保
- 加藤夏希

### ゲスト
- #01　岩井俊二
- #02　小山薫堂
- #03　高松聡
- #04　箭内道彦、神田裕行
- #05　北川悦吏子、岩井俊二
- #06　小山薫堂、浅野悦男
- #07　箭内道彦
- #08　森本千絵
- #09　マット・テイラー、伊藤由奈
- #10　小山薫堂
- #11　田中律子
- #12　田中律子、金城浩二
- #13　森本千絵

## 放送内容
- #01（2008年 4月5日 放送）

「ユウキ×小林武史」「音楽プロデューサー×小林武史」「桑田佳祐×小林武史」「ウーロン舎×小林武史」「岩井俊二×小林武史」「レストラン×小林武史」「kurkku×ユウキ」「有機野菜×ユウキ」「食の安全×小林武史」「ハッピーミックス×田中美保」
- #02（2008年 4月12日 放送）

「ユウキ×小林武史」「オーガニックコットン×小林武史」「kurkku store×田中美保」「オーガニックコットン×田中美保」「Tシャツ×田中美保」「小山薫堂×小林武史」「ユウキ×田中美保」「ハッピーミックス×加藤夏希」
- #03（2008年 4月19日 放送）

「加藤夏希×ユウキ」「有機野菜×加藤夏希」「高松聡×小林武史」「田中美保×ユウキ」「Tシャツデザイン×田中美保」「ハッピーミックス×オリジナルデザイン」「バンドブーム×携帯小説」
- #04（2008年 4月26日 放送）

「箭内道彦×小林武史」「有機野菜×加藤夏希」「神田裕行×加藤夏希」「Tシャツデザイン×田中美保」「Ｔシャツ×田中美保」「Ｔシャツ×小林武史」
- #05（2008年 5月3日 放送）

「北川悦吏子×小林武史」「北川悦吏子×岩井俊二×小林武史」「美味しい野菜×加藤夏希」「Ｔシャツ×田中美保」
- #06（2008年 5月10日 放送）

「美味しい野菜×加藤夏希」「小山薫堂×小林武史」「農産地×加藤夏希」「インド×田中美保」
- #07（2008年 5月17日 放送）

「インドの有機綿畑×田中美保」「箭内道彦×小林武史」「美味しい野菜×加藤夏希」
- #08（2008年 5月24日 放送）

「インドールの街×田中美保」「インドのユウキ綿畑×田中美保」「森本千絵×小林武史」「美味しい野菜×加藤夏希」
- #09（2008年 5月31日 放送）

「インドのユウキ綿畑×田中美保」「インドでダンニャワード×田中美保」「マット・テイラー×伊藤由奈×小林武史」「伊藤由奈×小林武史」、「美味しい野菜×加藤夏希」「インドの有機綿×ハッピーミックス」
- #10（2008年 6月7日 放送）

「ユウキ×ハッピーミックス」「ユウキ×田中美保」「インドの有機綿×田中美保」「タオルデザイン×田中美保」「加藤夏希×田中美保×ユウキ」「小山薫堂×小林武史」「美味しい野菜×小林武史」
- #11（2008年 6月14日 放送）

「田中律子×小林武史」「インドの有機綿×田中美保」「Ｔシャツデザイン×田中美保」「加藤夏希×田中美保×ユウキ」
- #12（2008年 6月21日 放送）

「沖縄×小林武史」「サンゴの移植×小林武史」「サンゴの移植×田中美保」「10代の女の子×ハッピーミックス」「インドの有機綿×Ｔシャツとタオル」
- #13（2008年 6月28日 放送）

「田中美保×スキューバダイビング」「森本千絵×小林武史」「10代の女の子×ユウキ」「10代の女の子×加藤夏希」
- #14（2008年 7月5日 放送）

「SHIHO×小林武史」「田中美保×スキューバダイビング」「ユウキ×ミックスジュース」「10代の女の子×加藤夏希」
- #15（2008年 7月12日 放送）

「腕時計×ハッピーミックス」「SHIHO×小林武史」「田中美保×スキューバダイビング」「10代の女の子×ユウキ」
- #16（2008年 7月19日 放送）

「スキューバダイビング×田中美保」「ユウキ×小林武史」「岩井俊二×小林武史」「加藤夏希×ユウキ」「G-SHOCK×ハッピーミックス」
- #17（2008年 7月26日 放送）

「岩井俊二×ユウキ」「岩井俊二×小林武史」「田中美保×青の洞窟」「加藤夏希×ユウキ」「加藤夏希×10代の女の子」
- #18（2008年 8月2日 放送）

「沖縄の渓流×田中美保」「ユウキ×10代の女の子」「佐藤江梨子×小林武史」「10代の女の子×加藤夏希」
- #19（2008年 8月9日 放送）

「田中律子×田中美保」「アクアプラネット×田中美保」「サンゴの移植×田中美保」「重松理×小林武史」「10代の女の子×ユウキ」
- #20（2008年 8月16日 放送）

「丹下紘希×Mr.Children」「丹下紘希×小林武史」「10代の女の子×加藤夏希」「10代の女の子×ユウキ」「田中律子×田中美保」
- #21（2008年 8月23日 放送）

「秋元康×小林武史」「AKB48×秋元康」「AKB48×小林武史」「東京の自然×田中美保」「10代の女の子×加藤夏希」

## 公式サイト
ハッピーミックスの公式サイトは、OL・ユウキが運営するブログという形を取っており、ほぼ毎日の様に更新されている。番組に出演する予定のゲストが、予めブログのコメント欄に出現することがあり、その前後に送信された一般視聴者のコメントが放送されることもある。
- #2より、田中美保が実名でブログを開設。ブログタイトルは「田中美保のTはTシャツ･･･のT」

- #3より、加藤夏希が実名でブログを開設。ブログタイトルは「加藤夏希のkはkitchen･･･のk」

- #3より、ユウキ、田中美保、加藤夏希の「Photo Gallery」が追加される。

## プロダクト
- ハッピーミックスＴシャツ

田中美保が番組中でデザインしたオーガニックコットンＴシャツ(スター・ハートの計2種類)を08年4月27日からkurkku store、日テレ屋WEBにて販売。一枚、3,900円。ハワイ語、ドイツ語、フランス語、ヒンディー語、フィンランド語、英語でそれぞれハッピーの意となる単語が並べられている。
- DVD「田中美保のダンニャワード紀行inインド」

田中美保がオーガニックコットンの産地インドを訪れ、『ダンニャワード（ありがとうの意）』を伝えてまわるという内容のスピンオフDVD。Tシャツ同梱版6,300円（限定1,000セット）。通常版3,990円。2008年7月25日発売。

## スタッフ
- プロデュース・演出：加藤孝司
- 構成：内田ぼちぼち、近藤祐次
- リサーチ：阿部ランダ、古賀文恵
- 構成協力：佐野裕一
- インテリア：椎葉京子
- EED：栗原良一
- MA：冨安俊明
- 音効：高取謙
- コンテンツ：堅田真人、菊地大輔
- 宣伝：菊池ひとみ
- デスク：野口美樹
- 制作補：西村啓志、吉江智宏、竹田卓将、千光士希和
- 制作進行：岡本計
- ディレクター：森田と純平、川俣和也、石谷徳崇、阿部さちよ
- プロデューサー：斉藤一宏、佐藤理恵、植野浩之
- チーフプロデューサー：鈴木雅人（2008年7月5日～）
- 制作協力：ブームアップ
- 企画制作：日本テレビ放送網
- 製作著作：D.N.ドリームパートナーズ、バップ

### 過去のスタッフ
- チーフプロデューサー：梅原幹（番組開始～2008年6月28日まで）